# Ristretto (software)
Ristretto is een vrij computerprogramma om afbeeldingen te bekijken. Standaard maakt het onderdeel uit van Xfce. Het programma is grotendeels in de programmeertaal C geschreven. De broncode is beschikbaar onder de voorwaarden van de GPL.

## Functies
- Bladeren tussen afbeeldingen in een map.
- Weergeven van thumbnails voor afbeeldingen.
- Een slideshow weergeven.
- Afbeeldingen spiegelen en draaien.
- Lezen van EXIF-metadata voor JPG-bestanden gemaakt met een digitale camera.

## Benodigdheden
Ristretto heeft volgende pakketten nodig:
- De grafische toolkit GTK+ (2.20+) voor het weergeven van een grafische omgeving.
- De Xfce-bibliotheken libxfce4util, libxfce4ui en xfconf met versies gelijk of groter dan 4.8.
- Andere bibliotheken: libexif (0.6.0+), libdbus-glib (0.34+) en libexo (0.4.0+).